# (29974) 1999 LV8
A (29974) 1999 LV8 a Naprendszer kisbolygóövében található aszteroida. A LINEAR projekt keretében fedezték fel 1999. június 8-án.